# Institut für deutsche Kultur und Geschichte Südosteuropas an der LMU München
Das Institut für deutsche Kultur und Geschichte Südosteuropas e. V. (IKGS) ist eine wissenschaftliche Forschungseinrichtung an der Ludwig-Maximilians-Universität München (LMU), die vom Beauftragten der Bundesregierung für Kultur und Medien (BKM) aufgrund eines Beschlusses des Deutschen Bundestages gefördert wird.

## Profil
Das IKGS erforscht und dokumentiert die deutsche Kultur und Geschichte im Beziehungsgeflecht der Kulturregionen Südosteuropas. In Kooperation mit Universitäten und Forschungseinrichtungen in Deutschland, Österreich, Ungarn, Rumänien, Moldau, Slowakei, Ukraine, Slowenien, Kroatien und Serbien fördert das Institut durch Forschungsprojekte, Fachtagungen, Autorenlesungen und Publikationen den grenzüberschreitenden Dialog sowie den nationalen und internationalen wissenschaftlichen Diskurs. In seinen beiden Forschungsbereichen „Deutsche Literatur- und Sprachgeschichte Ostmittel- und Südosteuropas“ sowie „Geschichte Ostmittel- und Südosteuropas“ führt es interdisziplinäre Projekte, insbesondere zum 19. und 20. Jahrhundert, durch.
Das IKGS hat seit 2004 den Status einer wissenschaftlichen Einrichtung an der LMU München. Die wissenschaftlichen Mitarbeiter des Instituts sind Lehrbeauftragte der LMU in den Fachbereichen „Neuere deutsche Literatur“ und „Geschichte Osteuropas und Südosteuropas“.
Darüber hinaus bietet das Institut Lehrveranstaltungen in Bukarest/Bucureşti, Hermannstadt/Sibiu, Klausenburg/Cluj-Napoca (Rumänien), Budapest, Fünfkirchen/Pécs (Ungarn), Laibach/Ljubljana (Slowenien) sowie an weiteren südosteuropäischen Universitäten an. Es betreut und fördert Studierende und Nachwuchswissenschaftler aus Deutschland und den südosteuropäischen Ländern.

## Geschichte
Das IKGS wurde am 17. November 2001 als wissenschaftliche Forschungseinrichtung neu gegründet. Bis dahin stand das Institut in der Trägerschaft des Südostdeutschen Kulturwerks e. V., in dessen Rechte und Pflichten es am 6. August 2002 eintrat. Das IKGS betreute 2004–2009 bzw. 2006–2011 die vom Beauftragten der Bundesregierung für Kultur und Medien geförderten Stiftungsprofessuren für „Deutsche Literatur im südöstlichen Mitteleuropa“ an der Universität Klausenburg/Cluj-Napoca (Rumänien) bzw. für „Deutsche Geschichte und Kultur im südöstlichen Mitteleuropa“ an der Universität Fünfkirchen/Pécs (Ungarn).

## Veröffentlichungen

### IKGS-Verlag
Die Bücher des IKGS-Verlags erscheinen in der wissenschaftlichen Schriftenreihe „Veröffentlichungen des Instituts für deutsche Kultur und Geschichte Südosteuropas an der LMU München“. Literatur- und Sprachgeschichte sowie Geschichte und Zeitgeschichte Südosteuropas bilden die thematischen Schwerpunkte.

### „Spiegelungen“
Das Periodikum des IKGS, „Spiegelungen – Zeitschrift für deutsche Kultur und Geschichte Südosteuropas“, von 1952 bis 2005 „Südostdeutsche Vierteljahresblätter“, bietet in den Rubriken „Aufsätze“ und „Literarische Texte“ ein breites Informationsspektrum zur Literatur, Kultur und Geschichte der Deutschen aus Südosteuropa und ihrer Nachbarn (Auflagenhöhe: 700 Exemplare). In den Rubriken „Forum“, „Neue Bücher“ und „Rundschau“ werden vor allem Tagungsberichte und Rezensionen veröffentlicht.

### Danubiana Carpathica
Das IKGS ist an der Herausgabe des Periodikums „Danubiana Carpathica – Jahrbuch für Geschichte und Kultur in den deutschen Siedlungsgebieten Südosteuropas“ beteiligt. Das Jahrbuch setzt das „Südostdeutsche Archiv“ in neuer Gestalt und mit zum Teil gewandelten Inhalten fort und wird in Zusammenarbeit mit der Kommission für Geschichte und Kultur der Deutschen in Südosteuropa und dem Institut für donauschwäbische Geschichte und Landeskunde (Tübingen) ediert.

### Archiv und Bibliothek
Das Archiv stellt der Forschung Nachlässe deutschsprachiger Schriftsteller aus dem südöstlichen Europa zur Verfügung und dokumentiert deutschsprachige Periodika durch seine Mikrofilmbestände. Die Präsenzbibliothek sammelt Bücher, Zeitschriften, Zeitungen und Landkarten zur deutschen Literatur, Geschichte und Landeskunde Ostmittel- und Südosteuropas. Sie beteiligt sich seit 2003 am Bibliotheksverbund Bayern (BVB).

## Finanzierung
Der IKGS e. v. wird nach § 96 BVFG gefördert. Die Bundesregierung teilte mit: „Das zu 100 Prozent vom Bund geförderte Institut für deutsche Kultur und Geschichte Südosteuropas e. V. an der LMU München (IKGS) erhielt 2019 836.000 Euro und 2020 843.000 Euro an Fördermitteln.“